# Slavica Pečikoza
Slavica Pečikoza (in serbo Славица Пецикоза?; Višegrad, 8 settembre 1961) è un'ex cestista jugoslava.

## Carriera
Con la Jugoslavia ha disputato i Giochi olimpici di Los Angeles 1984.